# Église Saint-Martin de Saint-Martin-de-Coux
L'église Saint-Martin est une église située à Saint-Martin-de-Coux, dans le département français de la Charente-Maritime en région Nouvelle-Aquitaine.

## Historique
L'église est classée au titre des monuments historiques par arrêté du 19 janvier 1911.

## Galerie

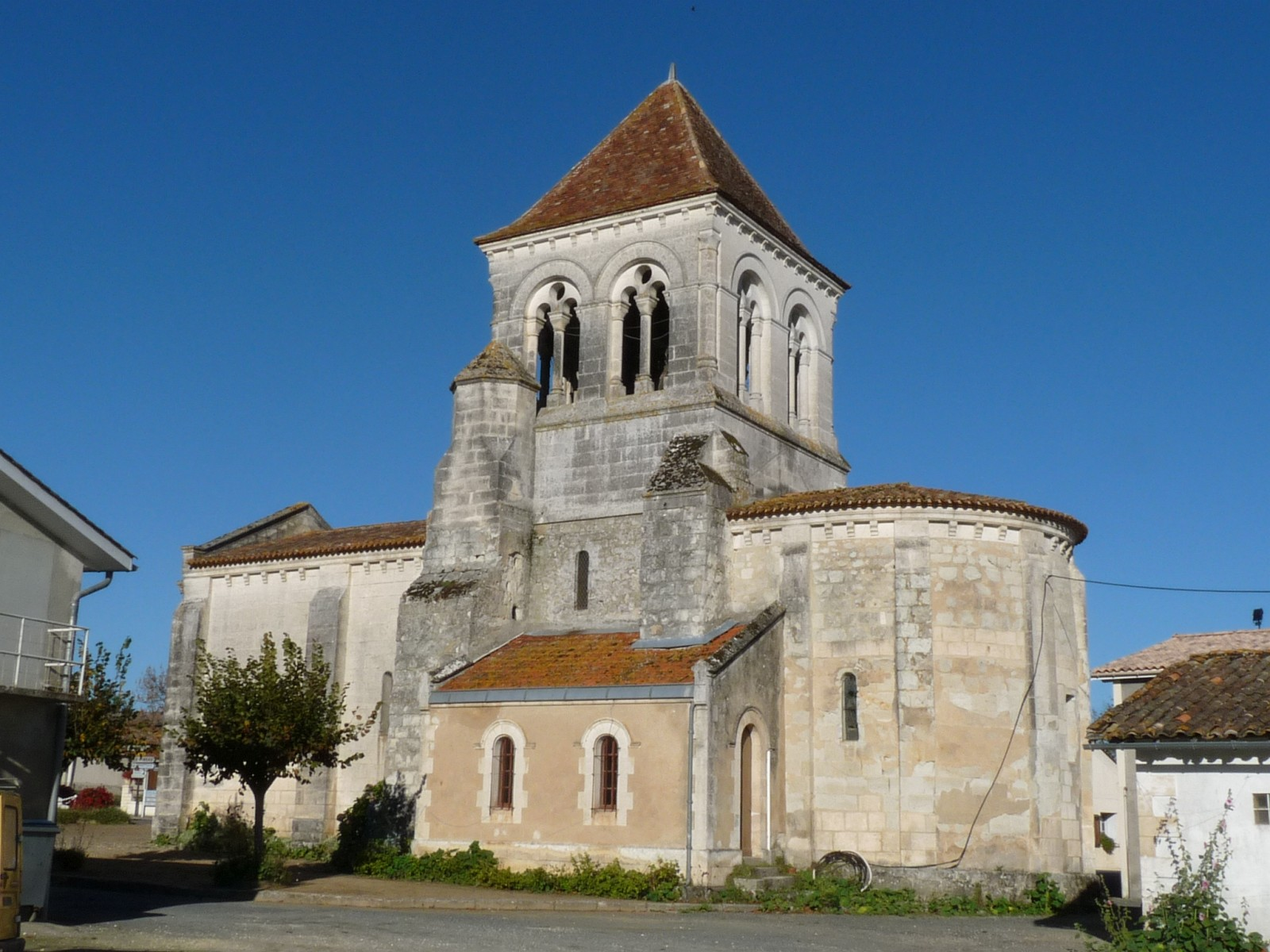
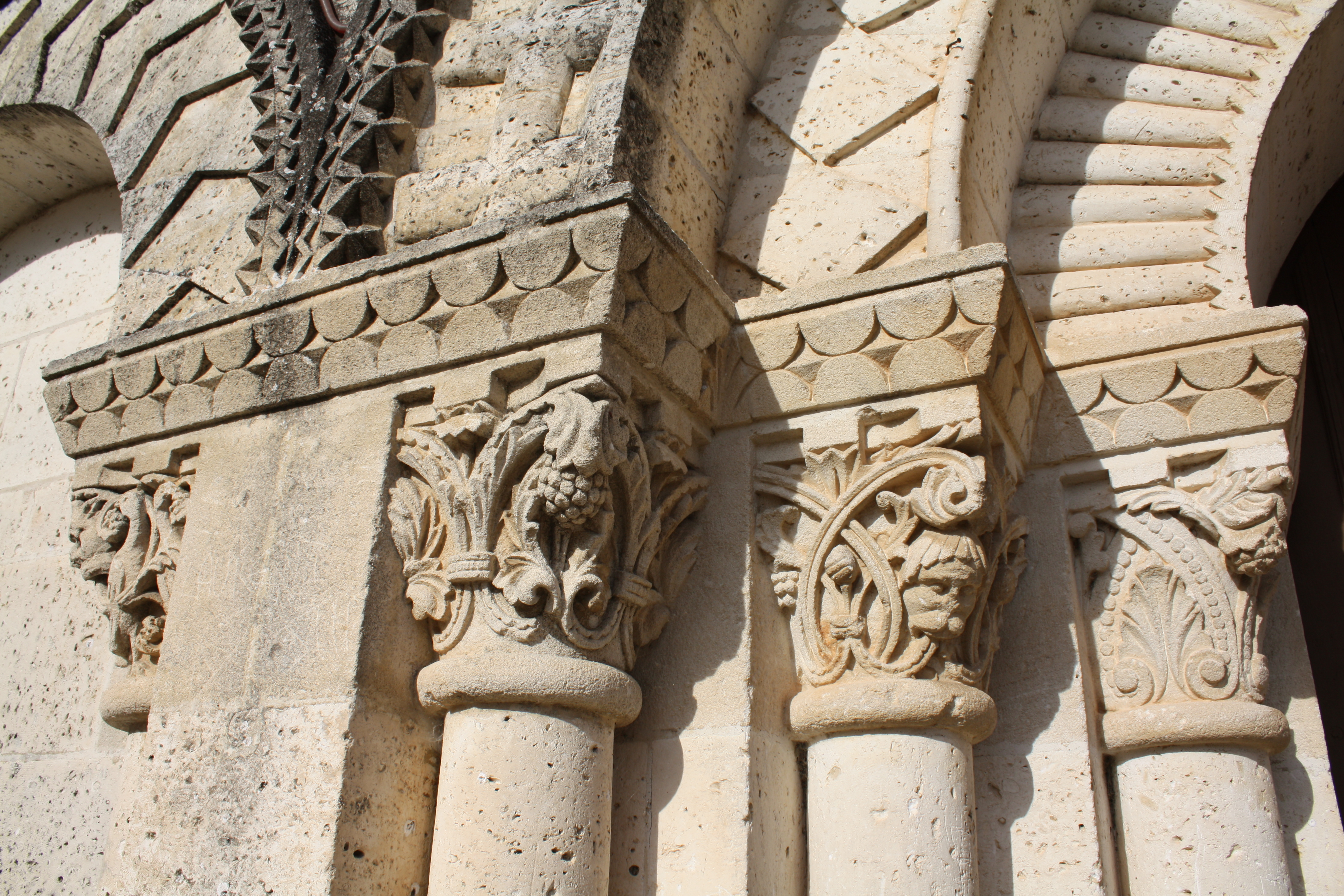
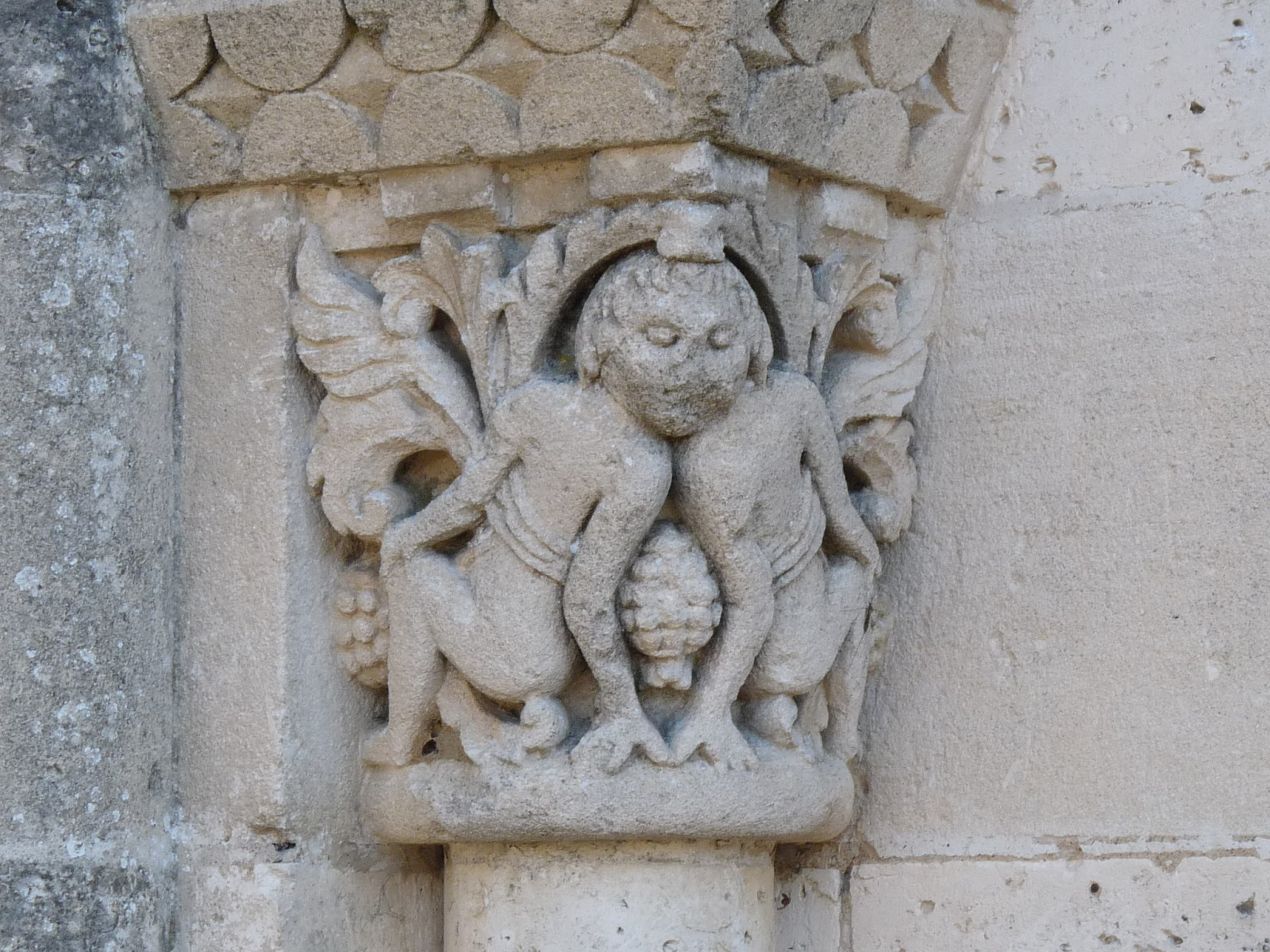
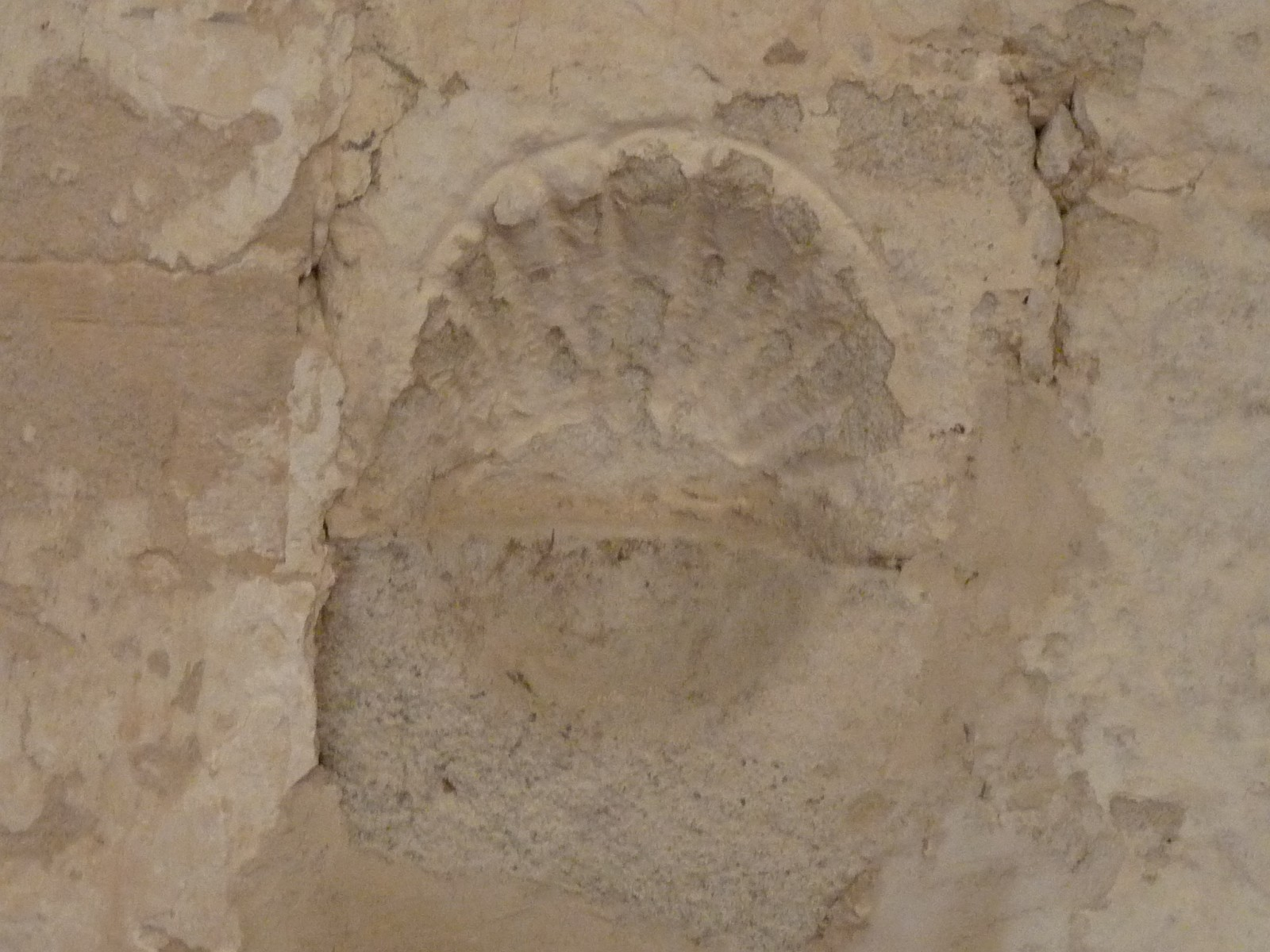
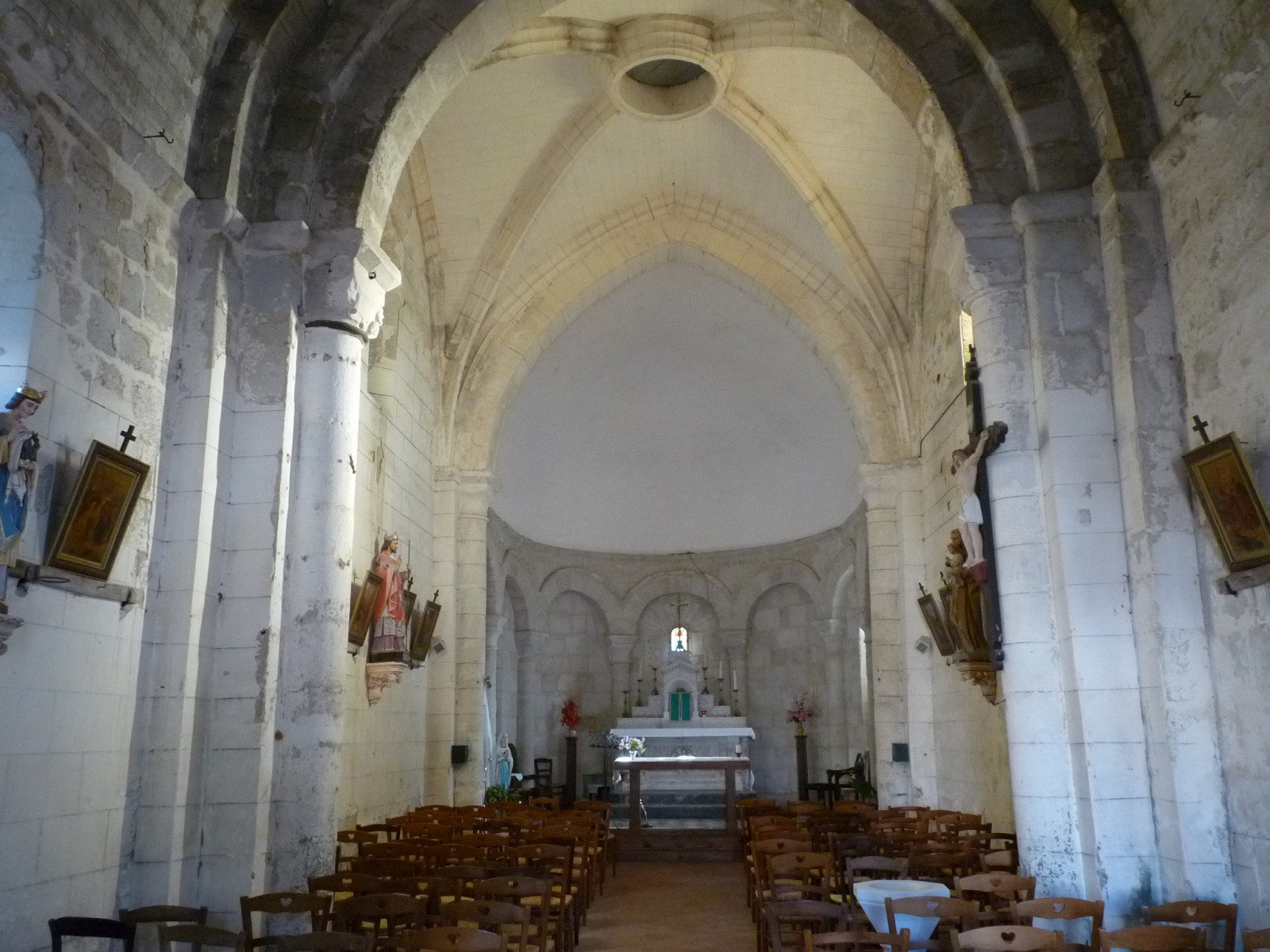